# William Alexander Henry

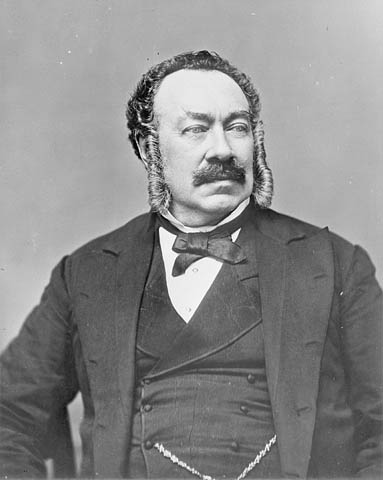
William Alexander Henry

William Alexander Henry (* 30. Dezember 1816 in Halifax, Nova Scotia; † 3. Mai 1888 in Ottawa) war ein kanadischer Politiker und Richter. Über ein Jahrzehnt war er in der Regierung von Nova Scotia vertreten. Als einer der Väter der Konföderation gehört er zu den Wegbereitern des 1867 gegründeten kanadischen Bundesstaates. Von 1875 bis zu seinem Tod war er Richter am Obersten Gerichtshof von Kanada.

## Biografie
Henry wuchs in Antigonish auf. Er studierte Rechtswissenschaft und erhielt 1840 die Zulassung als Rechtsanwalt. Im selben Jahr kandidierte er mit Erfolg bei der Parlamentswahl der damaligen britischen Kolonie Nova Scotia. Drei Jahre später verlor er sein Mandat, zog aber 1847 wieder ins Parlament gewählt. Im Kabinett von James Boyle Uniacke war er ab 1852 Minister ohne Geschäftsbereich. Als 1854 William Young auf Uniacke folgte, ernannte er Henry zum Justizminister (Solicitor General).
1857 trat Henry zehn Tage vor einem erfolgreichen Misstrauensvotum aus der Regierung zurück, wandte sich von den Liberalen ab und schloss sich den Konservativen an. Daraufhin war er im Kabinett von James William Johnston wiederum als Justizminister vertreten. Die Konservativen waren ab 1860 in der Opposition. Als Johnston 1863 wieder die Macht erlangte, übernahm Henry seinen angestammten Ministerposten. Im Kabinett von Johnstons Nachfolger Charles Tupper hatte er ab 1864 das Amt des Attorney General inne.
Als Anhänger einer Kanadischen Konföderation spielte Henry bei den Verhandlungen über die Gründung eines kanadischen Bundesstaates eine bedeutende Rolle. 1864 nahm er sowohl an der Charlottetown-Konferenz als auch an der Québec-Konferenz teil. An der Londoner Konferenz 1866 gehörte er zu den Mitverfassern des British North America Act. Bei der ersten kanadischen Unterhauswahl im September 1867 unterlag er Hugh McDonald von der Anti-Confederation Party, einem seiner früheren Praktikanten und späteren Verteidigungsminister.
Henry zog sich nach dieser Niederlage vorübergehend aus der Politik zurück. 1870 wurde er zum Bürgermeister von Halifax gewählt. Er entfremdete sich von den Konservativen und näherte sich wieder den Liberalen an. Der liberale kanadische Premierminister Alexander Mackenzie ernannte Henry am 30. September 1875 zu einem von sechs Richtern am neu geschaffenen Obersten Gerichtshof. Er verstarb nach über zwölf Jahren im Amt.
Die kanadische Regierung, vertreten durch den für das Historic Sites and Monuments Board of Canada zuständigen Minister, ehrte Henry am 29. Mai 1939 für sein Wirken als einer der Väter der Konföderation und erklärte ihn zu einer „Person von nationaler historischer Bedeutung“.